# コリリアーノ＝ロッサーノ
コリリアーノ＝ロッサーノ（イタリア語: Corigliano-Rossano）は、イタリア共和国カラブリア州コゼンツァ県にある、人口約77,000人の基礎自治体（コムーネ）。
2018年3月31日にコリリアーノ・カーラブロとロッサーノが合併して新自治体が発足した。

## 地理

### 位置・広がり

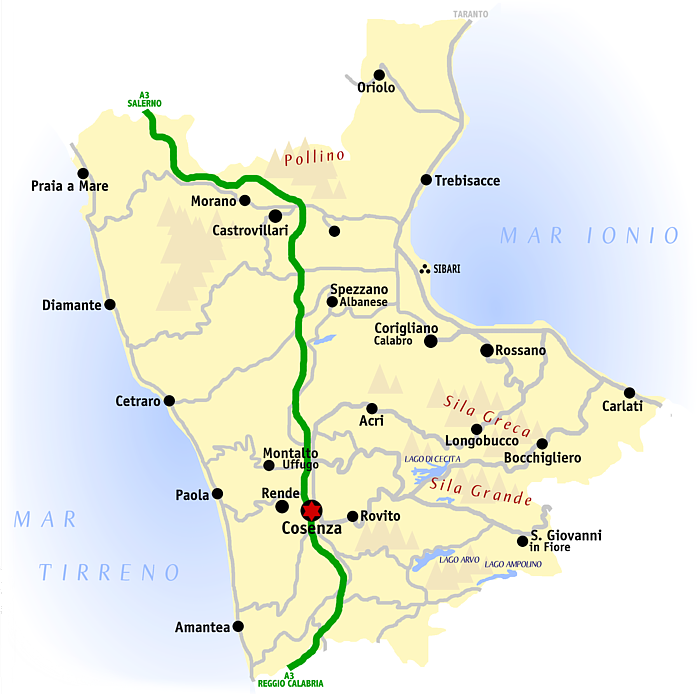
コゼンツァ県概略図

コゼンツァ県東部に位置する。

#### 隣接コムーネ
隣接するコムーネは以下の通り。
- アクリ
- カロペッツァーティ
- カッサーノ・アッロ・イオーニオ
- クロジーア
- クロパラーティ
- ロンゴブッコ
- パルーディ
- サン・コズモ・アルバネーゼ
- サン・デメトリオ・コローネ
- サン・ジョルジョ・アルバネーゼ
- スペッツァーノ・アルバネーゼ
- タルシア
- テッラノーヴァ・ダ・シーバリ

## 行政

### 分離集落
コリリアーノ＝ロッサーノには、以下の分離集落（フラツィオーネ）がある。
- Amarelli, Amica, Apollinara, Baraccone, Cantinella, Celadi, Ceradonna, Ciminata, コリリアーノ, Costa, Fabrizio Grande, Fabrizio Piccolo, Fermata Toscano, Forello, Fossa, Frasso, Lido Sant’Angelo, Mandria del Forno, Momena, Parco dei Principi, Pirro Malena, Petraro, Petra, Piana Caruso, Piana dei Venti, Piragineti, ロッサーノ, Salici, San Nico, Santa Maria delle Grazie, Scalo, Schiavonea, Seggio, Simonetti, Thurio, Torricella, Torre Pinta, Toscano Ioele, Varia dei Franchi, Villaggio Frassa